# The Essential Alice in Chains
The Essential Alice in Chains es un álbum recopilatorio doble de la banda de grunge estadounidense Alice in Chains y es parte de la serie "The Essential" de Sony BMG. Es el tercer -y final- álbum de la banda precedido por Nothing Safe: Best of the Box y Greatest Hits.

## Lista de canciones

### Disco 1
1. "We Die Young" – 2:33
2. "Man in the Box"  – 4:47
3. "Sea of Sorrow" – 5:51
4. "Love, Hate, Love" – 6:29
5. "Am I Inside" – 5:09
6. "Brother" – 4:29
7. "Got Me Wrong" – 4:12
8. "Right Turn" – 3:15
9. "Rain When I Die" – 6:03
10. "Them Bones" – 2:31
11. "Angry Chair" – 4:49
12. "Dam That River" – 3:11
13. "Dirt" – 5:17
14. "God Smack" – 3:51
15. "Hate to Feel" – 5:17
16. "Rooster"– 6:16

### Disco 2
1. "No Excuses" – 4:16
2. "I Stay Away" – 4:14
3. "What the Hell Have I" [Remix] – 3:54
4. "A Little Bitter" [Remix] – 3:48
5. "Grind" – 4:46
6. "Heaven Beside You" – 5:30
7. "Again" – 4:05
8. "Over Now" (Versión Unplugged) – 5:57
9. "Nutshell" (Versión Unplugged) – 4:32
10. "Get Born Again" – 5:25
11. "Died" – 5:58
12. "Would?" – 3:28

## Posición en listas de éxito
| Lista (2006)     | Posición |
| ---------------- | -------- |
| US Billboard 200 | 139      |